# 王鳳山 (1904年)
王凤山（1904年—1942年6月28日），字鸣岐，男，山西五台人，中華民國軍人，官至少將，是抗日战争期間陣亡的中國將領之一。

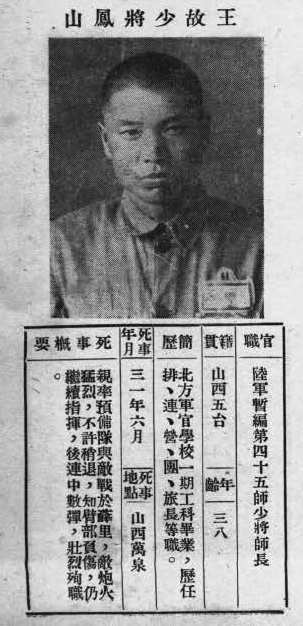
《抗戰軍人忠烈錄》（第一輯）中的王鳳山烈士遺像

## 生平
王凤山为山西五台人，抗日战争期间历任第二战区司令长官部整理处副处长、34军218旅旅长、暂编45师少将师长。1942年6月28日，与日军作战阵亡于山西临汾张翁村。